# Old Stratford
Old Stratford är en civil parish i Storbritannien.   Den ligger i grevskapet Northamptonshire i riksdelen England, i den södra delen av landet, 80 km nordväst om huvudstaden London. Antalet invånare är 2 077.